# 京成船橋站
京成船橋站（日语：／ Keisei-funabashi eki */?）是位於日本千葉縣船橋市本町，屬於京成電鐵本線的鐵路車站。車站編號是KS22。站名牌與旅客資訊皆採用省略京成的「船橋」。

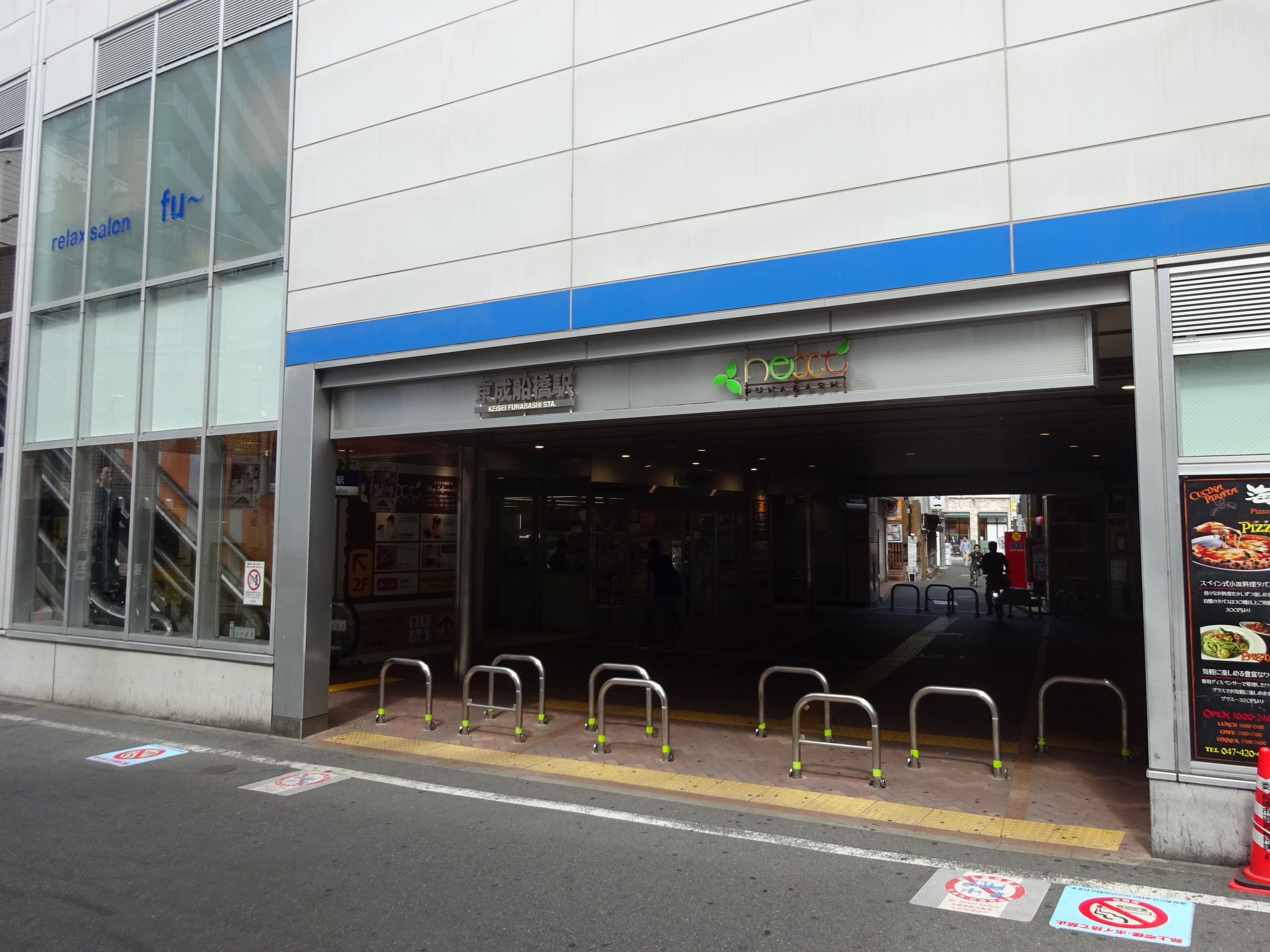
西口（2018年9月）

## 歷史
本站原計劃設於船橋站北側，但因為距離市區太遠而改在現址。同時原定要以直線通過市區，但因附近居民反對而改為現在的急彎設計。
- 1916年（大正5年）12月30日：船橋站開業[3]。
- 1931年（昭和6年）11月18日：更名為京成船橋站[3]。
- 2004年（平成16年）11月27日：上行線（上野、押上方向）完成高架化[4]。
- 2006年（平成18年）
  - 11月25日：下行線（成田方向）完成高架化[5]。同時廢除原有的站前平交道。
  - 12月10日：訂正時間表後，除1、3號外，所有Skyliner班次增停本站[6]。
- 2007年（平成19年）11月17日：車站大堂遷至2樓。
- 2009年（平成21年）3月24日：地面層完成改建，同日「next船橋」開幕[7]。
- 2010年（平成22年）7月17日：成田機場線通車，不再是「Skyliner」的停車站，但成為同日增設的「Cityliner」的停車站[8]。
- 2015年（平成27年）12月5日：改點，廢止Cityliner[注 1]，成為新設的Moring Liner、Evening Liner停靠站[9]。

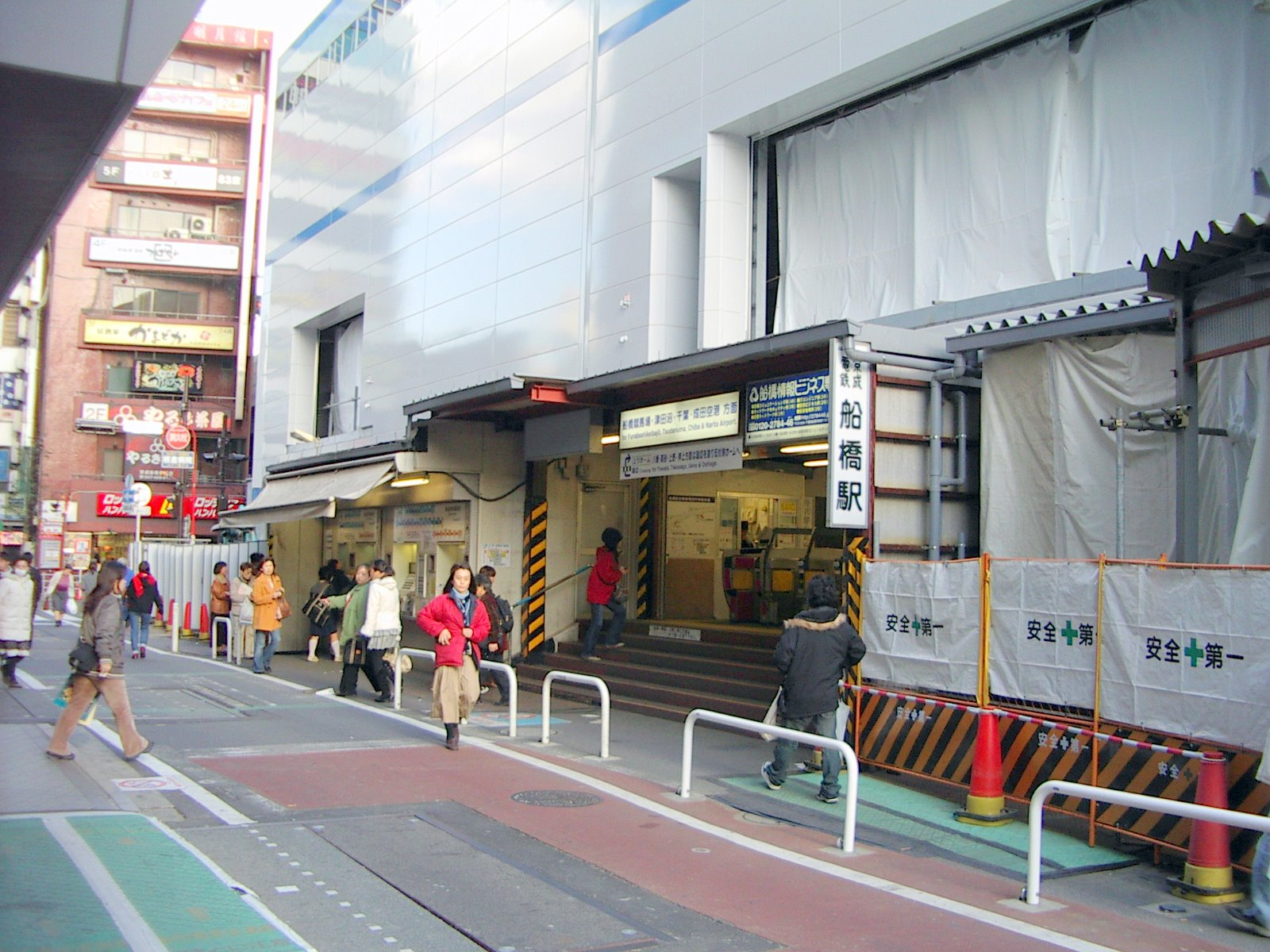
於2007年11月16日停用的地面入口（2007年2月）
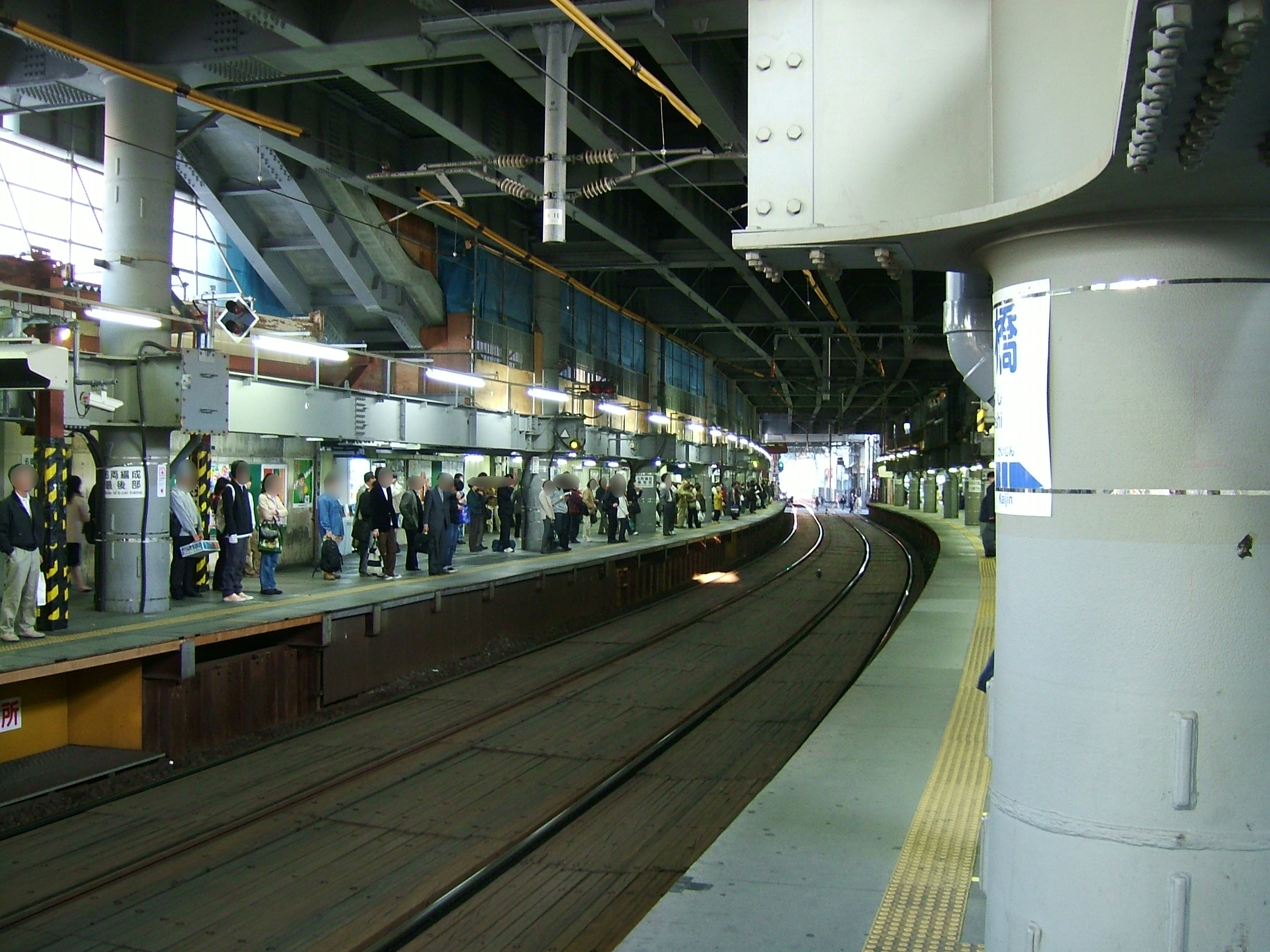
高架化前的月台（2004年11月）

## 車站結構

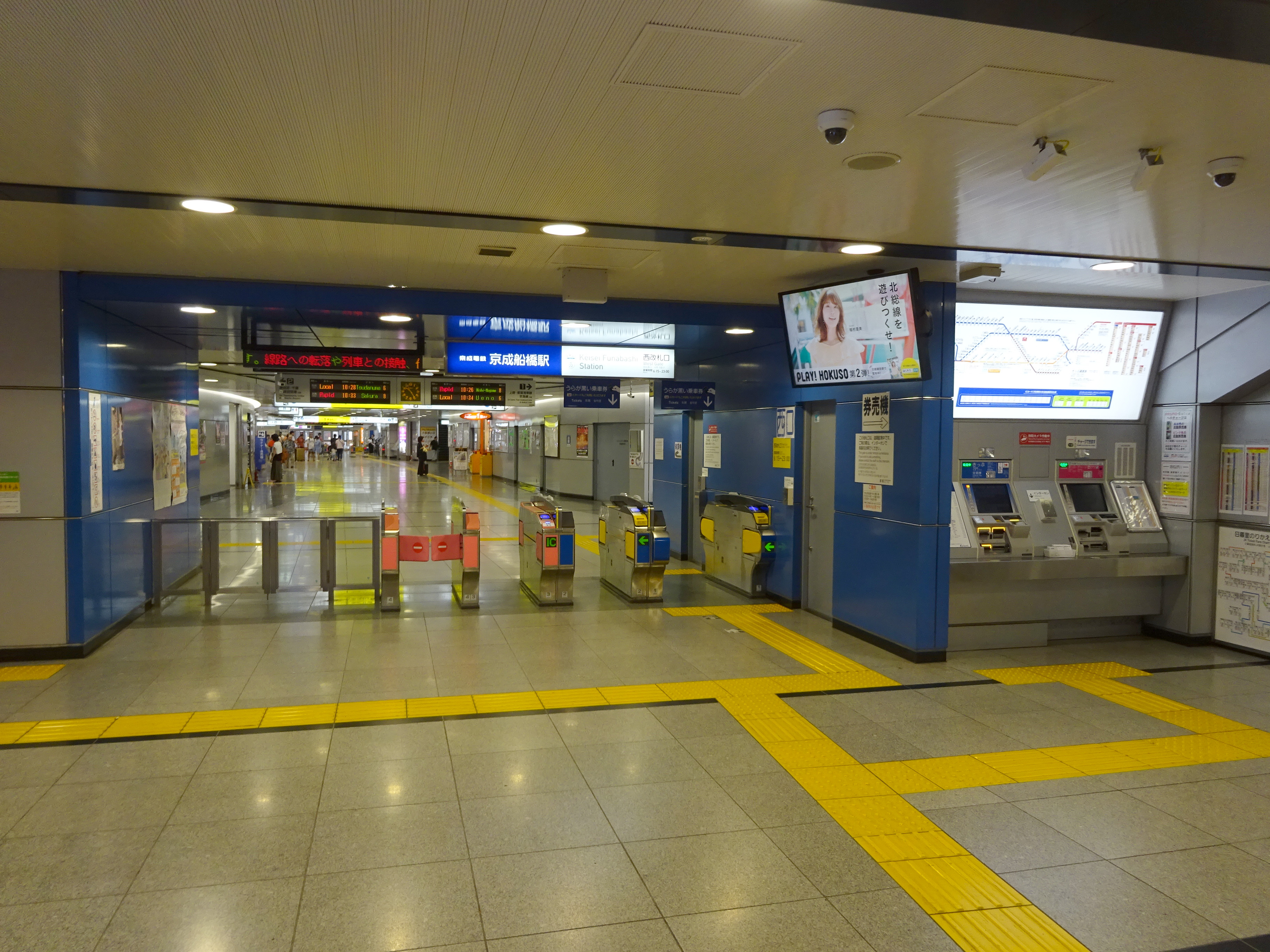
西驗票口（2018年9月）

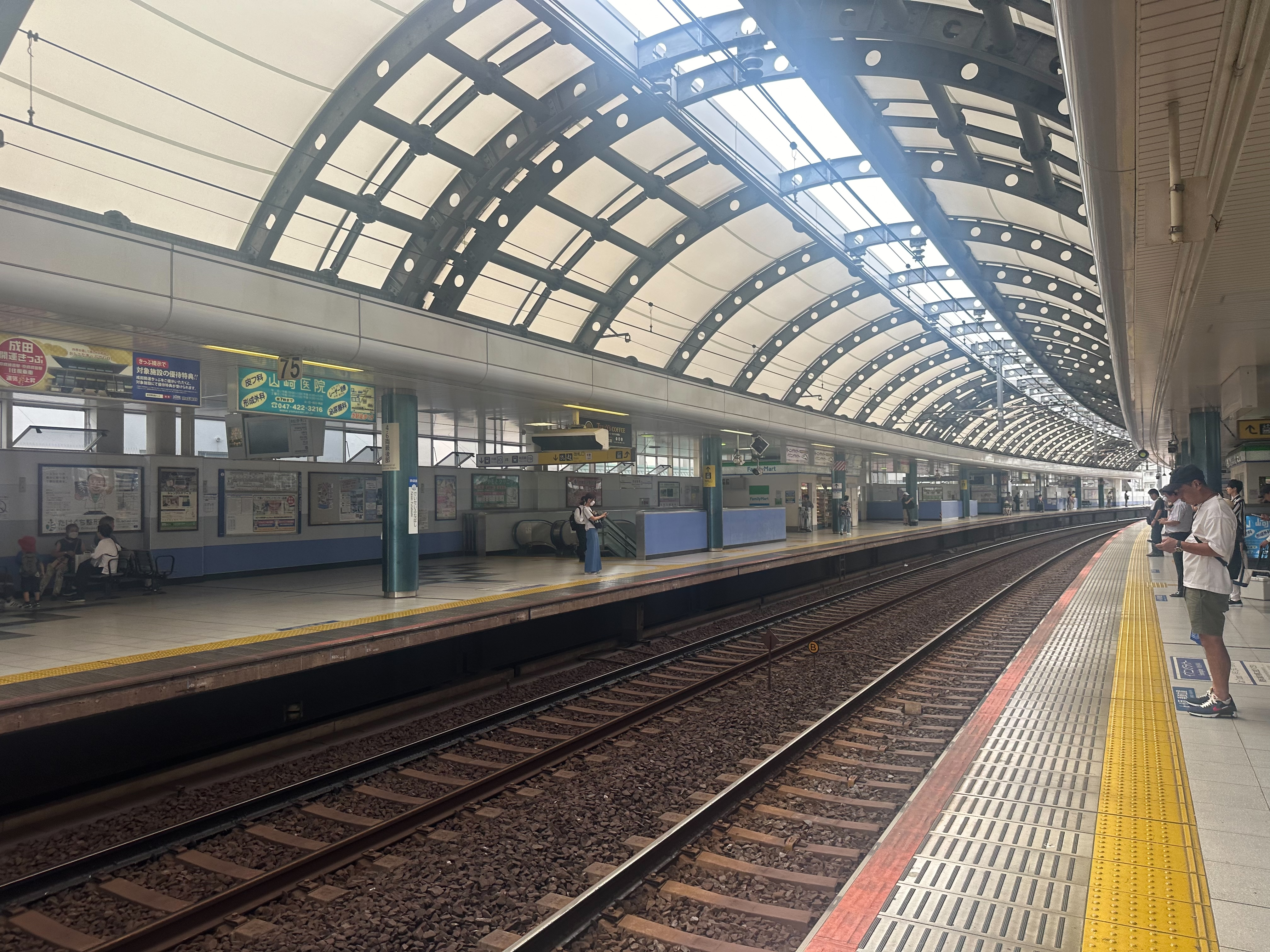
月台（2024年9月）

本站是擁有相對式月台2面2線的高架車站，並設有東西兩個出口。其中西口無站員駐守，開放時間為早上6時至晚上11時（「next船橋」開幕前只營業至晚上9時）。
本站在開業時至2006年間為地面車站，且月台間並沒有天橋或地下通道連接。由於京成本線的班次很多，故本站往成田方向的「船橋1號平交道」是「打不開的平交道」，造成車站附近交通擠塞。為了解決這個問題，京成電鐵自1983年起開始進行海神至船橋競馬場段高架化工程，並於2006年11月25日完成，消除車站線路周邊的平面交會，問題才獲得解決。
除了解決交通問題外，高架化還有創造站內商店空間的目標。2007年11月17日，車站大廳遷至二樓。2009年3月24日，車站完成改建，商場「next船橋」開幕。至此，長期的高架化工程才正式完工。在高架化前，月台的LED列車資訊顯示牌是東芝的產品。高架化後則使用京三製作所製的顯示牌。廣播系統也同時進行更新，但系統所使用的聲音並沒有改變。

### 月台配置
月台採用對向式月台2面2線設計，在高架化前也採用同樣的設計。
| 月台 | 路線     | 方向 | 目的地                                     |
| ---- | -------- | ---- | ------------------------------------------ |
| 1    | 京成本線 | 上行 | 日暮里、上野、押上、 淺草線、 京急本線方向 |
| 2    | 京成本線 | 下行 | 津田沼、千葉、成田機場、 新京成線方向      |

- 由於預計停靠的Cityliner列車會增加至10輛編組，因此現時的月台可容納10輛編組列車。
- 以前的車廂廣播並不會提示本站可換乘JR及東武路線。

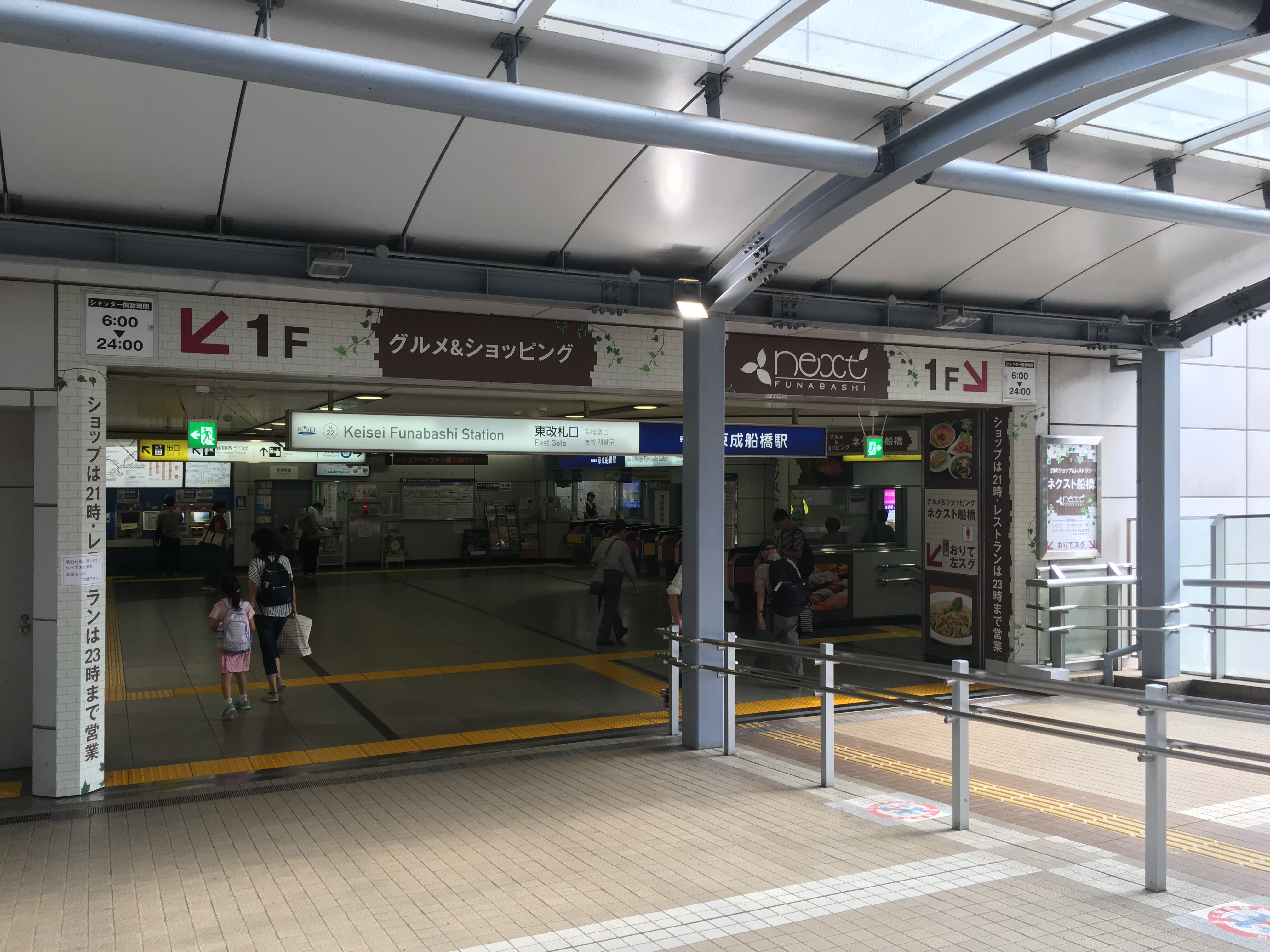
連接的船橋Face大樓的東口（2019年8月）
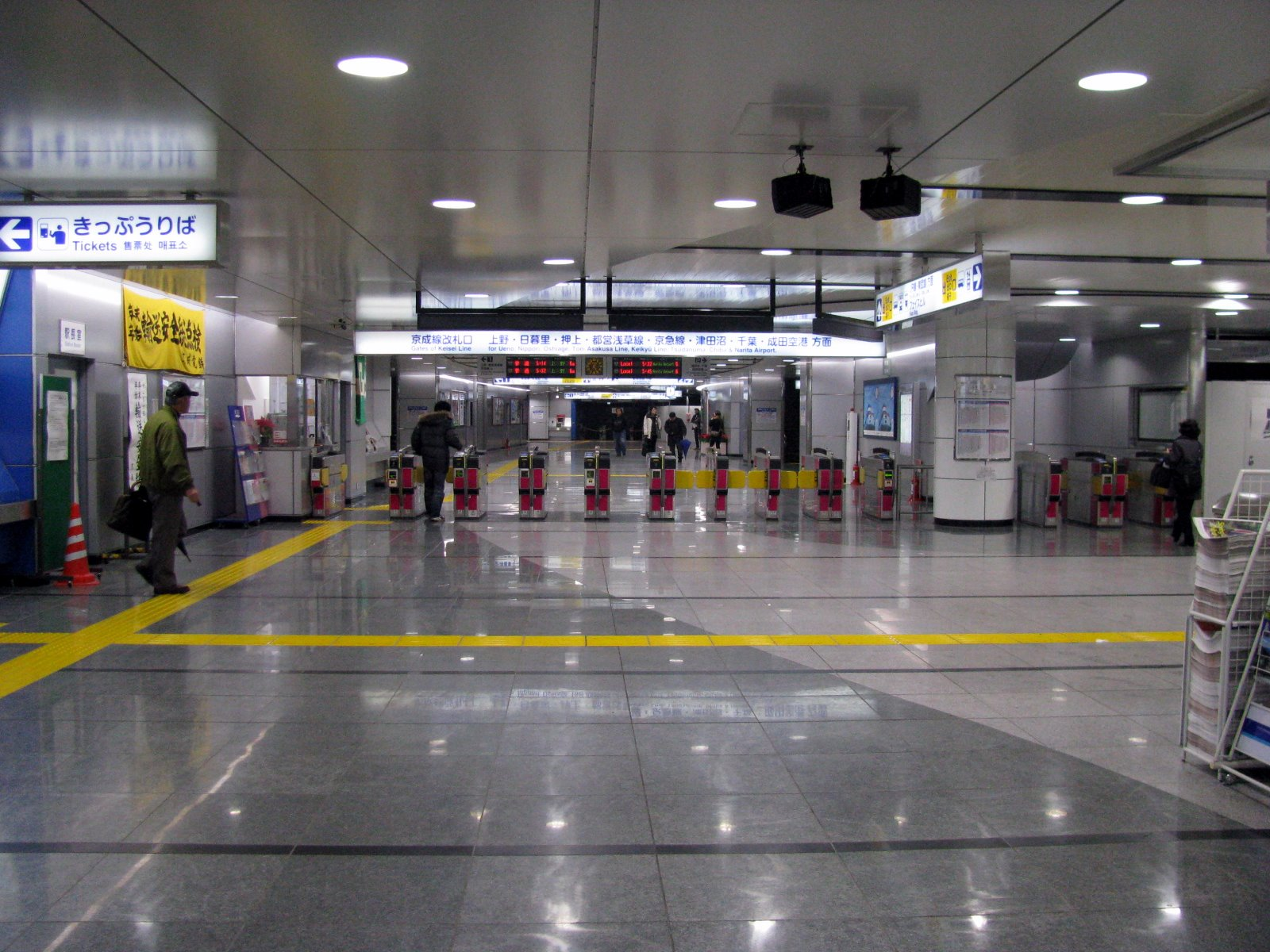
東口剪票口（2007年12月23日）
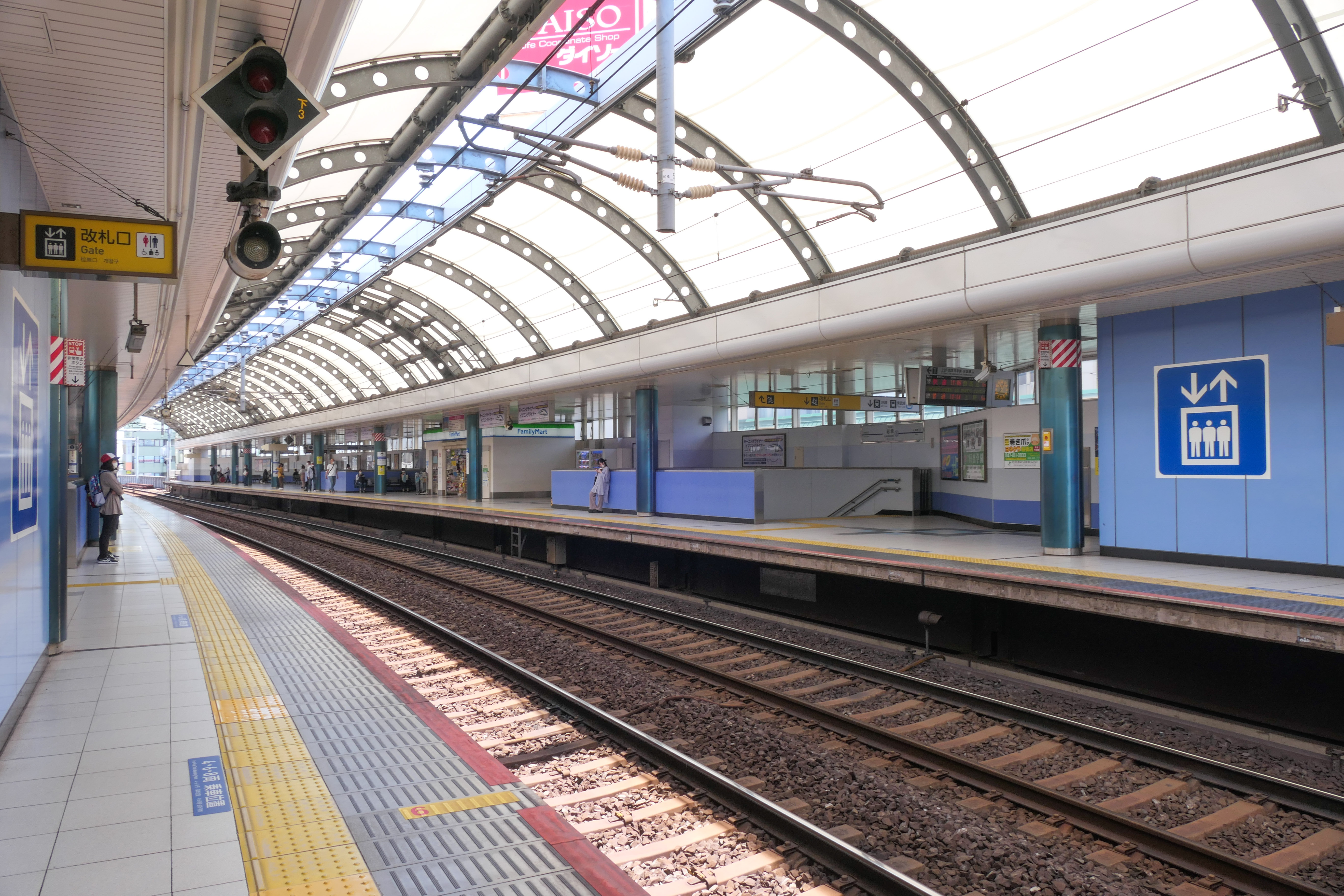
月台（2021年6月）
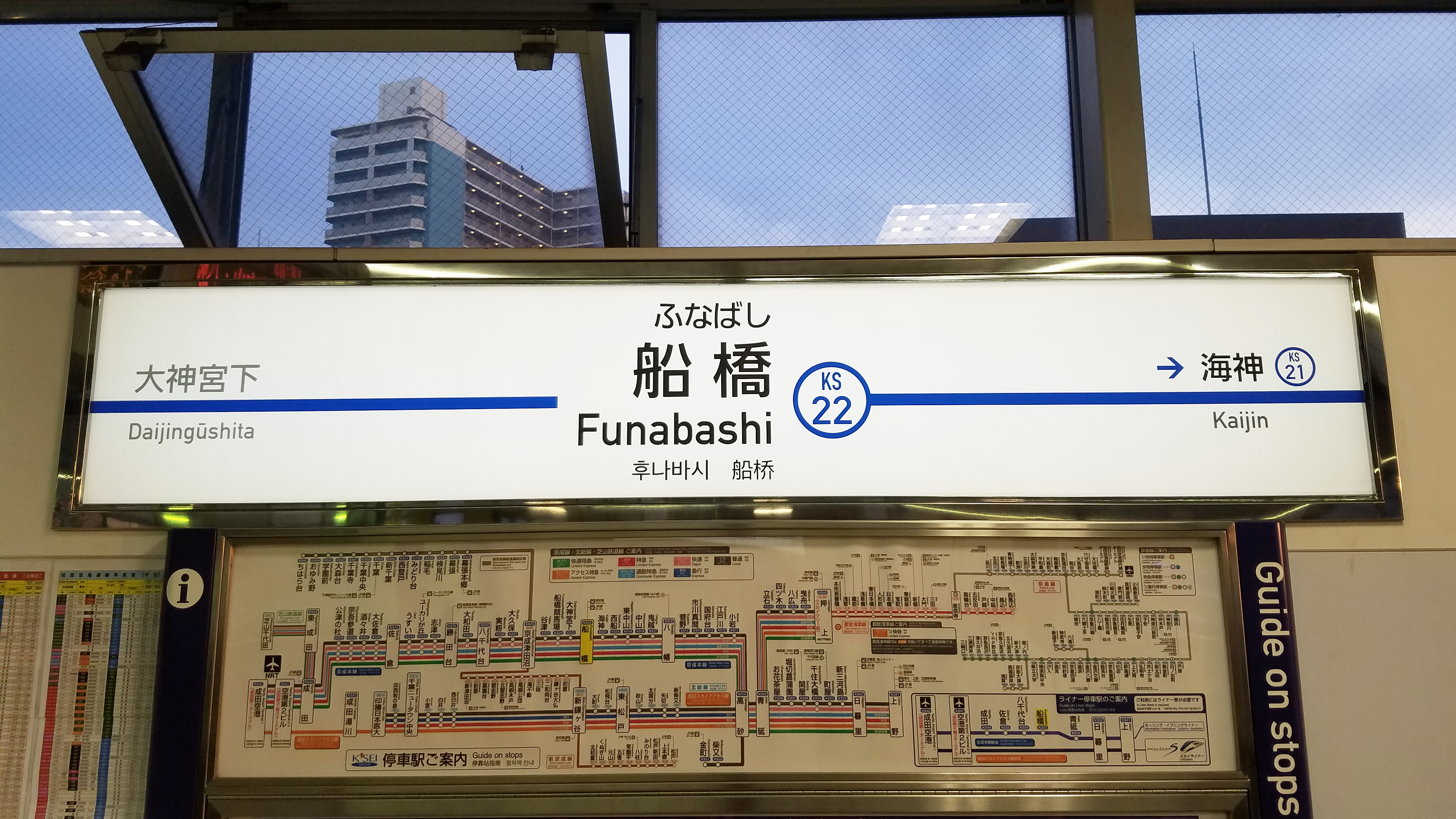
站名標，直接使用「船橋」作為站名

## 使用情況
2017年度1日平均上下車人次為94,507人。京成線內69個車站當中排行第4位。
北總線延伸至京成高砂站的1991年度以前，此站是京成線內所有車站最多上下車人次的車站。1991年度至2009年度也僅次於押上站位處第2位，2010年度成田Sky Access線通車後跌至京成高砂站與日暮里站之後。
1991年度時1日平均上下車人次超過70,000人，之後至2006年度持續下降。近年維持在45,000人左右。
京成津田沼方向的京成線使用者要前往都心時，從本站轉乘JR線船橋站可縮短時間，因此上下車人數很多。另外，只有本站有總武快速線、京成本線的連絡運輸設定（僅定期券）。
近年1日平均上下、上車人次的推移如下表。
| 年度               | 1日平均 上下車人次 | 1日平均 上下車人次 | 1日平均 上車人次 | 1日平均 上車人次 |
| ------------------ | ------------------ | ------------------ | ---------------- | ---------------- |
| 1975年（昭和50年） |                    |                    | 65,333           | [ 統計 5 ]       |
| 1980年（昭和55年） |                    |                    | 64,592           | [ 統計 6 ]       |
| 1985年（昭和60年） |                    |                    | 64,651           | [ 統計 7 ]       |
| 1989年（平成元年） |                    |                    | 68,550           | [ 統計 8 ]       |
| 1990年（平成02年） |                    |                    | 69,820           | [ 統計 9 ]       |
| 1991年（平成03年） |                    |                    | 70,344           | [ 統計 10 ]      |
| 1992年（平成04年） |                    |                    | 69,640           | [ 統計 11 ]      |
| 1993年（平成05年） |                    |                    | 68,333           | [ 統計 12 ]      |
| 1994年（平成06年） |                    |                    | 67,088           | [ 統計 13 ]      |
| 1995年（平成07年） |                    |                    | 67,203           | [ 統計 14 ]      |
| 1996年（平成08年） |                    |                    | 59,634           | [ 統計 15 ]      |
| 1997年（平成09年） |                    |                    | 55,672           | [ 統計 16 ]      |
| 1998年（平成10年） |                    |                    | 53,488           | [ 統計 17 ]      |
| 1999年（平成11年） |                    |                    | 50,952           | [ 統計 18 ]      |
| 2000年（平成12年） |                    |                    | 49,062           | [ 統計 19 ]      |
| 2001年（平成13年） |                    |                    | 47,933           | [ 統計 20 ]      |
| 2002年（平成14年） |                    |                    | 46,254           | [ 統計 21 ]      |
| 2003年（平成15年） | 91,240             | [ 統計 22 ]        | 45,489           | [ 統計 23 ]      |
| 2004年（平成16年） | 89,528             | [ 統計 24 ]        | 44,999           | [ 統計 25 ]      |
| 2005年（平成17年） | 88,499             | [ 統計 26 ]        | 44,485           | [ 統計 27 ]      |
| 2006年（平成18年） | 87,529             | [ 統計 28 ]        | 44,086           | [ 統計 29 ]      |
| 2007年（平成19年） | 88,106             | [ 統計 30 ]        | 44,225           | [ 統計 31 ]      |
| 2008年（平成20年） | 91,353             | [ 統計 32 ]        | 45,729           | [ 統計 33 ]      |
| 2009年（平成21年） | 92,190             | [ 統計 34 ]        | 46,136           | [ 統計 35 ]      |
| 2010年（平成22年） | 91,907             | [ 統計 36 ]        | 45,940           | [ 統計 37 ]      |
| 2011年（平成23年） | 91,071             | [ 統計 38 ]        | 45,492           | [ 統計 39 ]      |
| 2012年（平成24年） | 92,145             | [ 統計 40 ]        | 46,002           | [ 統計 41 ]      |
| 2013年（平成25年） | 93,256             | [ 統計 42 ]        | 46,542           | [ 統計 43 ]      |
| 2014年（平成26年） | 92,109             | [ 統計 44 ]        | 46,000           | [ 統計 45 ]      |
| 2015年（平成27年） | 93,420             | [ 統計 46 ]        |                  |                  |
| 2016年（平成28年） | 93,955             | [ 統計 47 ]        |                  |                  |
| 2017年（平成29年） | 94,507             | [ 統計 1 ]         |                  |                  |

## 車站週邊
本站透過人工地盤與再開發大樓「Face」可直通船橋站站房。2007年11月17日起直通車站大廳。「Face」在早晨深夜時段關閉，因此要改從地面道路前往。
- 船橋站 - 東日本旅客鐵道（JR東日本）、東武鐵道
- 船橋FACE大樓（日语：船橋フェイスビル）
  - BIC CAMERA
  - 船橋站前圖書館
  - 葛南地域振興事務所
- 船橋市民文化會館
- 船橋市中央圖書館（日语：船橋市図書館）
- 船橋本町郵便局
- 中山學園高等學校（日语：中山学園高等学校）
- 船橋市民大學校
- 船橋市役所
- 船橋市消防局（日语：船橋市消防局）、中央消防署
- 船橋郵便局（日语：船橋郵便局）
  - 郵貯銀行船橋店
- 日產租車船橋站南口店

### 路線巴士
本站始發的巴士站是被列為船橋站（南口）的3號乘車處。
| 乘車處 | 系統 | 主要行經地                 | 目的地       | 運行業者                                      | 所管 | 備註                |
| ------ | ---- | -------------------------- | ------------ | --------------------------------------------- | ---- | ------------------- |
| 1號    |      |                            |              | ■京成巴士系統 ■京成巴士 ■京急巴士 ■千葉綠巴士 |      | 參照船橋站#巴士路線 |
| 2號    |      |                            |              | ■京成巴士系統 ■京成巴士 ■京急巴士 ■千葉綠巴士 |      | 參照船橋站#巴士路線 |
| 3號    | 船61 | 日の出町、丸善             | 船橋海濱公園 | ■京成巴士系統                                 |      | 僅下行（本站發車）  |
| 3號    | 船61 | 日之出町、二俣新道         | 船橋海濱公園 | ■京成巴士系統                                 |      |                     |
| 3號    | 船61 | 日之出町                   | 丸善         | ■京成巴士系統                                 |      |                     |
| 3號    | 船62 | 日之出町、二俣新道、潮見町 | 船橋海濱公園 | ■京成巴士系統                                 |      |                     |
| 3號    | 船63 | 南本町小學校、二俣新道     | 船橋海濱公園 | ■京成巴士系統                                 |      |                     |
| 3號    | 船63 | 南本町小學校               | 丸善         | ■京成巴士系統                                 |      |                     |

## 相鄰車站
京成電鐵
 本線
- ■「Morning Liner」、■「Evening Liner」停車站

■快速特急、■特急、■通勤特急
京成八幡（KS16）－京成船橋（KS22）－京成津田沼（KS26）
■快速
東中山（KS19）－京成船橋（KS22）－船橋競馬場（KS24）
■普通
海神（KS21）－京成船橋（KS22）－大神宮下（KS23）
※「快速」的定期班次只有每天早上1班。

## 外部連結
- 京成船橋｜電車與車站資訊｜京成電鐵
- 京成船橋站PDF - 京成電鐵